# À la recherche de John Christmas

À la recherche de John Christmas (en anglais : Finding John Christmas) est un téléfilm américain réalisé par Andy Wolk et diffusé en 2003.
C'est la suite d'Une ville sans Noël (A Town without Christmas) diffusé en 2001. Un troisième volet, Deux anges dans la ville, date de 2004.

## Synopsis
Max, un ange, est envoyé sur Terre pour venir en aide aux personnes dans le besoin. L'idée serait fort louable si ledit Max ne faisait preuve d'une maladresse sans égale. L'ange accumule les erreurs : il ne parvient jamais à terminer ses missions et, pire encore, porte parfois préjudice aux individus qui lui ont demandé de l'aide. Cette fois, il tente d'aider Kathleen, une dame qui vient de voir en photo sur la une d'un journal son frère, Hank, qui a disparu depuis 25 ans. Elle décide donc de le retrouver...
On y entend (entre la 39e et la 41e minute) l'air de Fox Trot "Doodle-Doo-Doo" (Art Kassel/Mel Stitzel, 1924) que chantent, en dansant, Max et Soccoro, la fille de Noah.

## Fiche technique
- Titre original : Finding John Christmas
- Réalisateur : Andy Wolk
- Scénario : Michael J. Murray
- Durée : 81 minutes
- Date de diffusion : 2003

## Distribution
- Valerie Bertinelli (VF : Véronique Alycia) : Kathleen McCallister
- William Russ (VF : Denis Boileau) : Hank McCallister
- David Cubitt (VF : Thomas Roditi) : Noah Greeley
- Jennifer Pisana (VF : Nina Eloy) : Soccoro Greeley
- Maria Ricossa (VF : Nathalie Spitzer) : Marcy Bernard
- Patricia Gage (VF : Katy Vail) : Eléanor McCallister
- Peter Falk (VF : Serge Sauvion) : Max
- David Calderisi (VF : Philippe Bellay) : Dr. Merkatz
- Jeremy Akerman : Antonovitch
- Michael Hirschbach (VF : Mario Pecqueur) : Dr. Flynn
- Kenny Robinson : Pawn Broker